# إحصاءات اضطراب فرط الحركة ونقص الانتباه
من المقدر أن يؤثر اضطراب فرط الحركة ونقص الانتباه على حوالي 6 إلى 7 في المائة من الأشخاص الذين تتراوح أعمارهم بين 18 عامًا فيما أقل وفق تصنيف الإصدار الرابع للدليل التشخيصي الإحصائي للاضطرابات النفسية. بينما تتراوح معدلات الانتشار بين 1 و2 في المائة في هذه الفئة العمرية عند استخدام معايير المراجعة العاشرة للتصنيف الدولي للأمراض.
يبدو أن الأطفال في أمريكا الشمالية لديهم معدلات إصابة أعلى من الأطفال في أفريقيا والشرق الأوسط - ومع ذلك، قد يكون هذا بسبب اختلاف طرق التشخيص المستخدمة في مناطق مختلفة من العالم. إذا تم استخدام نفس طرق التشخيص، فقد تكون المعدلات هي نفسها إلى حد ما بين البلدان.

## أفريقيا
تشير التقديرات إلى أن اضطراب فرط الحركة ونقص الانتباه يصيب ما بين 5.4 إلى 8.7 في المائة من الأطفال في أفريقيا. ولكن جودة البيانات ليست عالية.

## ألمانيا
أظهر تقييم عام 2008 لمسح كيغز "KiGGS"، والذي رصد 14836 من الفتيات والفتيان تتراوح أعمارهم بين 3 و 17 عامًا، أن 4.8٪ من المشاركين أُصيبوا بتشخيص اضطراب فرط الحركة ونقص الانتباه. في حين أن 7.9٪ من جميع الأولاد كانوا مصابين باضطراب فرط الحركة ونقص الانتباه، إلا أن 1.8٪ منهم فقط أصيبوا به. كما اشتبه في إصابة 4.9٪ من المشاركين (6.4٪ أولاد: 3.6٪ فتيات) باضطراب فرط الحركة ونقص الانتباه، لأنهم أظهروا معدل ≥ 7 على مقياس استبيان نقاط القوة والصعوبات (SDQ). كان عدد الحالات المُشخّصة باضطراب فرط الحركة ونقص الانتباه 1.5 ٪ (2.4 ٪: 0.6 ٪) بين أطفال ما قبل المدرسة (3-6 سنوات)، و5،3 ٪ (8.7 ٪: 1.9 ٪) في سن 7-10 سنوات، وبلغت ذروتها عند 7.1 ٪ (11.3٪: 3.0٪) في الفئة العمرية التي تتؤاوح ما بين 11 إلى 13 سنة. وكان المعدل بين المراهقين الذين تتراوح أعمارهم بين 14 و 17 سنة هو 5.6 ٪ (9.4 ٪: 1.8 ٪).

## إسبانيا
تقدر المعدلات في إسبانيا بنسبة 6.8 ٪ بين الأشخاص دون سن 18 عامًا.

## المملكة المتحدة

النسبة المئوية لشباب الولايات المتحدة الذين تتراوح أعمارهم بين 4 و 17 سنة والذين تم تشخيص إصابتهم باضطراب فرط الحركة ونقص الانتباه اعتبارًا من عام 2007.

في بعض أجزاء إنجلترا، وصلت قوائم الانتظار لمدة خمس سنوات أو أكثر لتقييم تشخيص اضطراب فرط الحركة ونقص الانتباه في عام 2019.

## الولايات المتحدة
يتم تشخيص حوالي 2-16% من أطفال المدارس في الولايات المتحدة باضطراب فرط الحركة ونقص الانتباه. تعد معدلات تشخيص وعلاج اضطراب فرط الحركة ونقص الانتباه أعلى بكثير على الساحل الشرقي للولايات المتحدة مقارنة بالساحل الغربي. يختلف مغدل الإصابة بين الأطفال الذكور (10٪) والأطفال الإناث (4٪) في الولايات المتحدة. قد يعكس هذا الاختلاف بين الجنسين إما اختلافًا في القابلية للإصابة أو أن الإناث المصابات باضطراب فرط الحركة ونقص الانتباه لا يُشخّصن بنسب كبيرة مثل الذكور. يفوق عدد الأولاد عن الإناث في جميع الفئات الفرعية الثلاثة، ولكن يبدو أن الحجم الدقيق لهذه الاختلافات يعتمد على كل من المُبلّغ (الوالد، أو المعلم أو غيرهما) والنوع الفرعي (اضطراب نقص الانتباه مع فرط النشاط). في اثنين من التحقيقات المجتمعية، التي أجراها دوابول DuPaul وزملاؤه، فاق عدد الأولاد البنات بنسبة 2.2: 1 فقط في العينات التي يحضرها الآباء والأمهات من أجل الفحص مقابل 2.3: 1 في الحالات التي يحضرها المعلمون للفحص.

## تغيير المعدلات

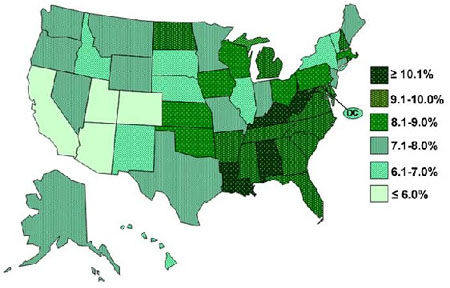
نسبة الشباب في الولايات المتحدة الذين تتراوح أعمارهم بين 4 و 17 سنة والذين تم تشخيص إصابتهم باضطراب فرط الحركة ونقص الانتباه اعتبارًا من عام 2003

زادت معدلات تشخيص وعلاج اضطراب فرط الحركة ونقص الانتباه في كل من المملكة المتحدة والولايات المتحدة منذ سبعينيات القرن الماضي. يُعتقد أن هذا يرجع في المقام الأول إلى التغيرات في كيفية تشخيص الحالة ومدى استعداد الناس لمعالجتها بالأدوية بدلاً من التغيير الحقيقي في معدلات الإصابة والتشخيص. في المملكة المتحدة، يقدر أن 0.5 لكل 1000 طفل كان مصابًا باضطراب فرط الحركة ونقص الانتباه في سبعينيات القرن الماضي، بينما تلقى 3 لكل 1000 أدوية لمعالجة تلك الحالة في أواخر التسعينيات. وفي المملكة المتحدة، كان هناك 3.6 % من الأطفال الذكور وأقل من 1% في عام 2003 من الأطفال الإناث الذين تم تشخيصهم. وفي الولايات المتحدة، ارتفع عدد الأطفال المصابين بالتشخيص من 12 لكل 1000 في السبعينيات إلى 34 لكل 1000 في أواخر التسعينيات، ثم 95 لكل 1000 عام 2007، ثم 110 لكل 1000 عام 2011. ومن المُتوفع أن التغييرات في معايير التشخيص في عام 2013 من الإصدار الرابع للدليل التشخيصي الإحصائي للاضطرابات النفسية إلى الإصدار الخامس ستزيد عدد الأشخاص الذين يعانون من اضطراب فرط الحركة ونقص الانتباه وخاصةً بين البالغين.